# Illica
Illica is een plaats (frazione) in de Italiaanse gemeente Accumoli.